# Aleurocanthus voeltzkowi
Aleurocanthus voeltzkowi là một loài côn trùng cánh nửa trong họ Aleyrodidae, phân họ Aleyrodinae.
Aleurocanthus voeltzkowi được Newstead miêu tả khoa học đầu tiên năm 1908.